# N18 (Burkina Faso)
Die N18 ist eine Fernstraße in Burkina Faso, die in Tatarko beginnt und über Fada N’Gourma zur Grenze nach Benin führt.
Die Fernstraße beginnt im Dorf Tatarko, wo sie von der N3 abzweigt. Der nördliche Teil der Strecke ist nicht asphaltiert und auch von geringerer Bedeutung. In Fada N'Gourma kreuzt die N4. Ab dort beginnt der wesentlich wichtigere Abschnitt der Strecke, da er die einzige Verbindung zu Benin ist, obwohl die Grenze relativ lang ist. In Benin verläuft die Straße als RNIE3 weiter nach Cotonou. Der südliche Abschnitt ist eine wichtige Exportroute von Burkina Faso nach Benin, in Cotonou befinden sich Atlantikhäfen.